# Jeddah Tower
Jeddah Tower (arab. برج جدة), daw. Kingdom Tower (arab. برج المملكة) – wieżowiec, którego budowę rozpoczęto w 2013 roku, w saudyjskim mieście Dżudda. Jego planowana łączna wysokość to ponad 1000 m, dzięki której ma być najwyższym wieżowcem na świecie, przewyższającym obecnego rekordzistę, dubajski Burdż Chalifa (828 m), o 180 metrów.

## Położenie
Jeddah Tower ma być częścią Jeddah Economic City (daw. Kingdom City) w Obhurze – północnej części Dżuddy, miasta w Arabii Saudyjskiej nad Morzem Czerwonym.

## Historia
Deweloperem Jeddah Economic City z Jeddah Tower jest utworzona w tym celu w 2009 roku firma Jeddah Economic Company (JEC), w której udziały ma Kingdom Holding Company – przedsiębiorstwo kierowane przez księcia Alwalida bin Talala, który ogłosił plan budowy wieżowca w 2011 roku. Wówczas czas budowy określano na 36 miesięcy. Koszt budowy szacowano pierwotnie na około 1,2 miliarda dolarów. W listopadzie 2014 roku ukończono czteropiętrowy fundament, a całość miała zostać ukończona w 2018 roku. Spadek cen ropy naftowej na rynkach światowych spowodował trudności finansowe, co przełożyło się na problemy z finansowaniem przedsięwzięcia i opóźnianie prac.
W maju 2016 roku inwestor ogłosił, że udało się uzyskać dalsze finansowanie (2,2 miliardy dolarów), i że budowla zostanie ukończona z rocznym opóźnieniem. Rok później, w maju 2017 inwestor ogłosił, że budowla zostanie ukończona pod koniec 2019, a nie jak wcześniej planowano w 2018 roku. Baza danych o najwyższych budowlach świata prowadzona przez Council on Tall Buildings and Urban Habitat (CTBUH) podawała w 2017 roku, że data ukończenia budowy to 2020.
W 2017 i 2018 roku pojawiały się kolejne opóźnienia, budowę przerwano i dalsze losy wieżowca stały pod znakiem zapytania. Prace podjęto na nowo w styczniu 2025.

## Architektura
Projekt wieżowca opracował amerykański architekt Adrian Smith i Adrian Smith + Gordon Gill Architecture. Bryła wieżowca inspirowana jest kępką młodych liści wyrastających z ziemi. Plan budowli przypomina literę „Y” a sam wieżowiec ma stopniowo zwężać się ku górze, co ma zminimalizować obciążenia strukturalne.
Budowla stawiana jest na podłożu złożonym z warstw słabych skał osadowych, solidny piaskowiec znajduje się dopiero na głębokości 122 m, przez co musiano zastosować specjalny system rozwiązań konstrukcyjnych złożony z 270 głęboko osadzonych (od 102 m w centrum do 45 m na krańcach), masywnych filarów o grubości 1,5–1,8 m (ang. floating raft system) – podobny system został użyty przy budowie Burdż Chalifa (828 m) w Dubaju.
Wieżowiec ma mierzyć ponad 1000 m wysokości i będzie najwyższym budynkiem na świecie. Będzie tym samym pierwszą budowlą przekraczającą jeden kilometr wyoskości. Na jego 167 nadziemnych piętrach znajdą się biura, hotel z 200 pokojami i usytuowane na najwyższych piętrach luksusowe apartamenty (439). Całkowita powierzchnia wieżowca ma wynosić 243 866 m². Na wysokości 644 m będzie platforma widokowa – najwyżej położony punkt obserwacyjny na świecie. Wieżowiec będzie obsługiwać 59 wind poruszających się z maksymalną prędkością 10 m/s.
Wybrane drapacze chmur (na czerwono zaznaczono wieżowce w budowie)